# Jüdischer Friedhof (Hadamar)

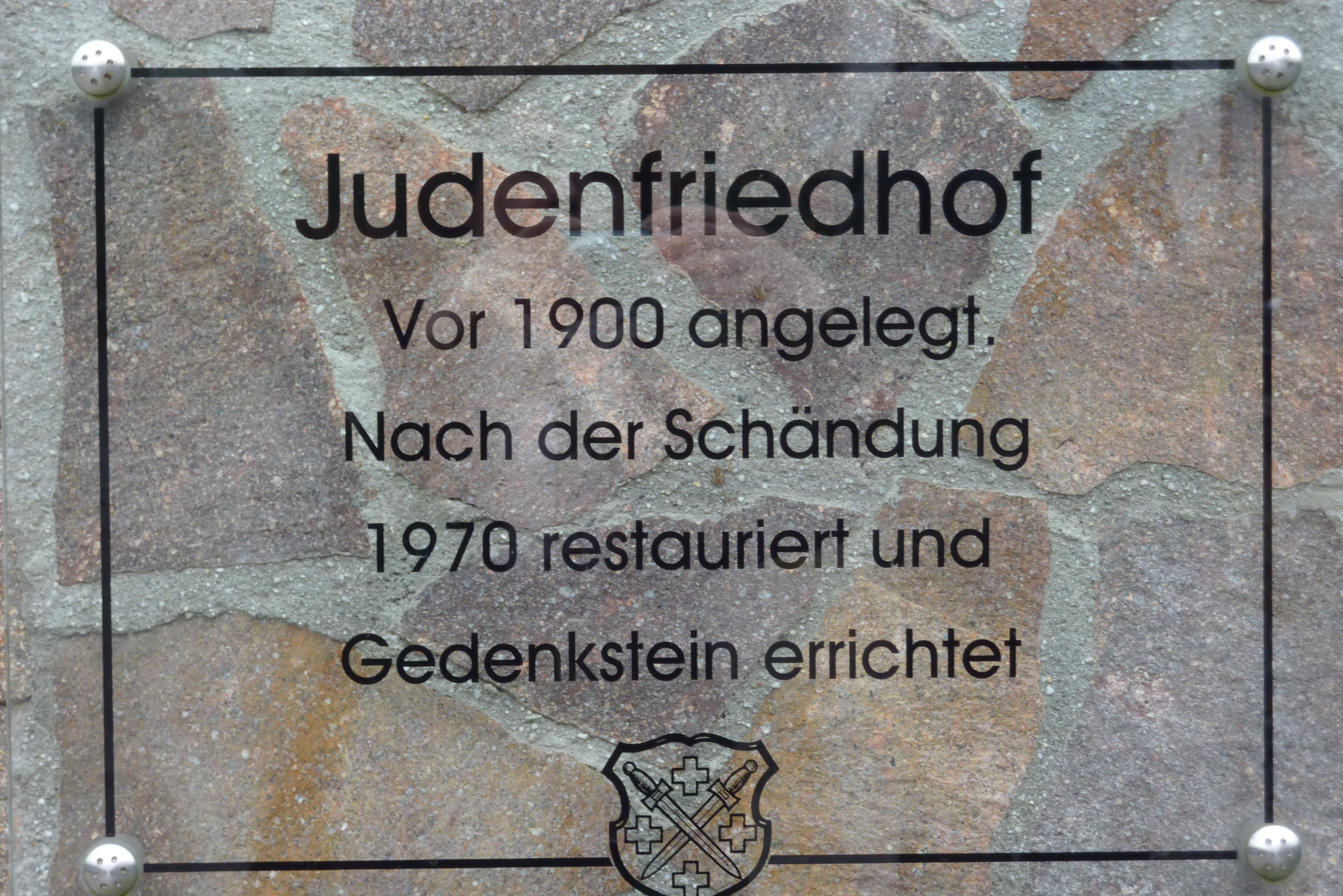
Hinweistafel

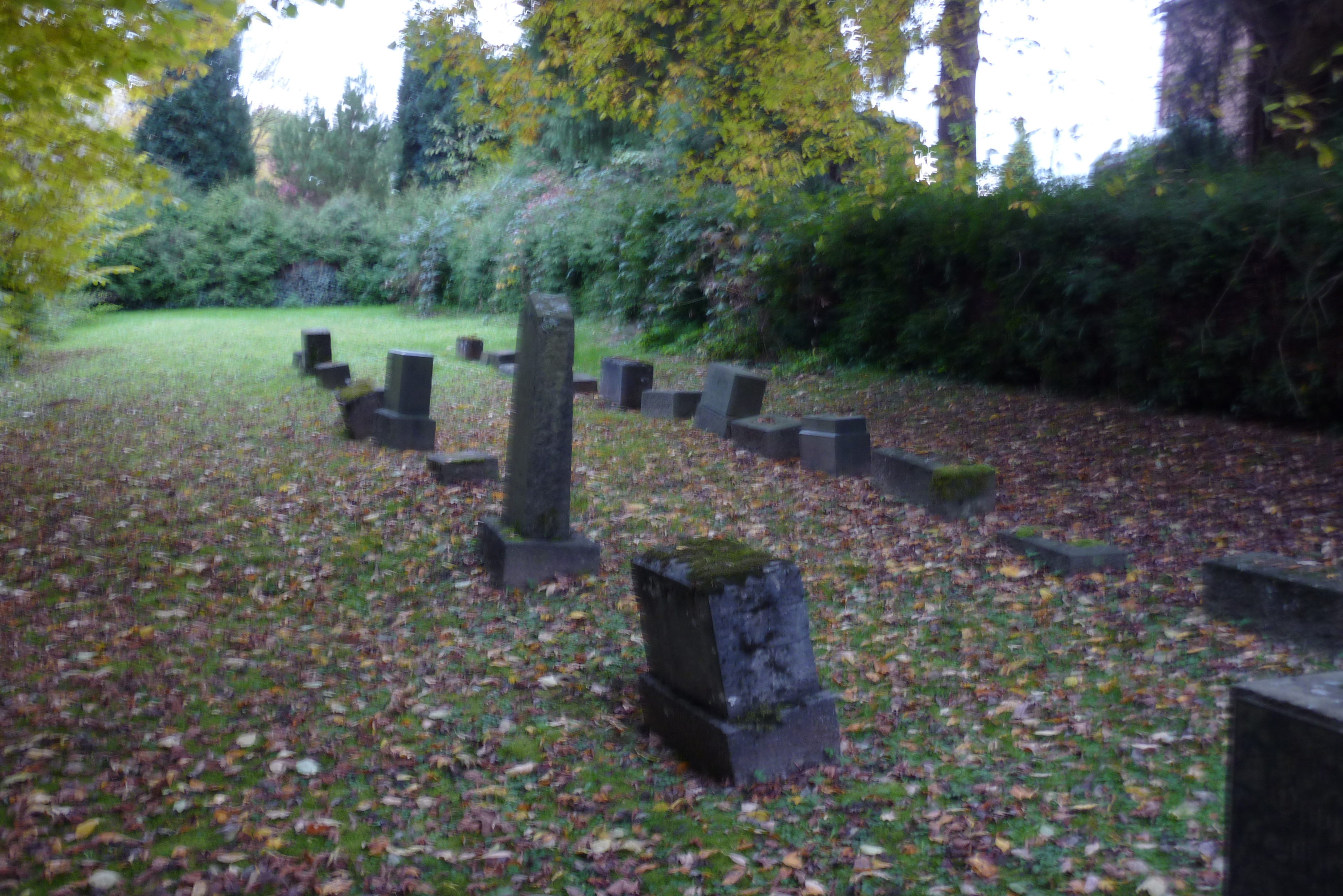
Jüdischer Friedhof in Hadamar

Der Jüdische Friedhof Hadamar ist ein jüdischer Friedhof in Hadamar, einer Stadt im Landkreis Limburg-Weilburg in Mittelhessen. Der Friedhof ist ein geschütztes Kulturdenkmal und befindet sich zwischen Neue Chaussee und Am Steinkreuz, am Rande eines Neubaugebiets.

## Geschichte
Der jüdische Friedhof in Hadamar besteht aus zwei Teilen. Während des Zweiten Weltkriegs waren auf dem alten Teil Behelfsunterkünfte errichtet worden, wobei die Grabsteine (Mazewot) als Fundamente verwendet wurden.
Im neueren Teil befinden sich heute noch etwa 30 Grabsteine. Die meisten haben keine Inschrift mehr. 

## Gedenken
Auf dem Friedhof wurde 1970 ein Mahnmal "zum Gedenken an die jüdischen Einwohner von Hadamar" errichtet, "welche durch die Gewaltherrschaft von 1933 bis 1945 umgekommen sind". 